# Lincoln Corsair
Lincoln Corsair — компактный люксовый кроссовер, выпускающийся компанией Lincoln (дочернее подразделение Ford) с 2020 года. Пришёл на смену Lincoln MKC.

## Описание
Lincoln Corsair дебютировал 17 апреля 2019 года на Нью-Йоркском международном автосалоне. Базовой моделью стала Ford Kuga.
Corsair выпускается в комплектациях Base, Reserve и Grand Touring. Последняя модификация (Grand Touring) выпускается под видом электромобиля и подзаряжаемого гибрида.

Производство началось осенью 2019 года, а с мая 2020 года продажи автомобиля начались в Китае. В 2023 году автомобиль прошёл рестайлинг.
- Вид спереди
- Вид сзади

## Технические характеристики
Lincoln Corsair оснащается 2,0- и 2,3-литровыми двигателями EcoBoost мощностью 250—295 л.с. (183,5kW /216.97kW) и крутящим моментом 380—420 Н⋅м. Каждый двигатель сочетается в паре с восьмиступенчатой автоматической трансмиссией.

## Продажи
| Год  | США    | Китай  |
| ---- | ------ | ------ |
| 2019 | 25,815 | —      |
| 2020 | 26,227 | 30,367 |
| 2021 | 22,790 | 45,779 |
| 2022 | 27,668 | 37,085 |